# Монетні двори Криму
Монетні двори Криму починаючи з середини XIII століття і до втрати самостійності у 80-х роках XVIII століття, функціонували в Солхаті (крим. Eski Qırım), Керменчику (крим. Kermençik), Кирк-Орі (крим. Qırq Yer), Кезлеві (крим. Kezlev),
Кефі (крим. Kefe), Азаці (крим. Azaq) та Орду-Базарі (крим. Ordu Bazar). За період карбування змінено близько 25 найменувань грошових одиниць.

## Історія
Див. також Монети Криму

Барикат, 1265 (664 рік Хіджри) рік, Срібло. Діаметр — 22.5 мм. Вага — 1.97 гр. Берке (1257—1266).

Близько 2250-х років до нашої ери правителі Каппадокії вперше почали гарантувати якість срібним зливкам, які виконували функції грошей. Приблизно в 1200 р. до н. е. з'являється китайський ієрогліф «гроші» (钱(кит.)), яким називали мушлі каурі, що виконували роль грошей у домонетний період. Приблизно в 1000—500 роках до н. е. в Китаї з'явилися гроші, що нагадували знаряддя праці, які використовували раніше для товарообміну — зливки металу у вигляді мотик, лопат, ножів. В 640—630 р. до н. е. в Лідії вперше стали виготовлятися металеві кружечки з відтиском на них. Це були круглі монети виготовлені із електона (природний сплав срібла та золота). Пізніше в Китаї почали використовувати дешевший матеріал для виготовлення монет і ввели у вжиток термін «номінал». З появою грошового еквівалента зросла потреба виготовляти монети в одному місці. В Стародавньому Римі на Капітолійському пагорбі поблизу храму Юнони-Монети було побудовано перший монетний двір. Саме звідси з'явився термін «монета» (лат. moneta)

## І-й період. Улус-юрт Золотої Орди

### Монетний двір у Криму (Солхат)
Див. також Монети Ногайського улусу
Під час панування на Криму Золотої Орди у середині XIII ст. (бл. 1255 року) в столиці улус-юрта Солхаті, почав функціонувати монетний двір (дарабхан). На ньому виготовлялися монети різних номіналів протягом всього існування Золотої Орди. Місто було розміщене на перехресті старого торгового шляху, що пролягав від Волзького регіону до портових міст Чорного моря Кефі та Солдеї. Вигідне місце розташування, природні запаси питної води та чудовий клімат забезпечили пріоритет в розвитку цього міста в монгольський період. З середини XIII і до початку XV ст. місто стало центром Кримського улуса Золотої Орди. З 1255 року і до 1425 року золотоординські хани карбували в Криму (Солхаті) свої монети. Згідно літописних джерел сучасне місто Старий Крим мало назви: Крим (Керим), Солхат, Сургат. Ці назви зустрічаються у юридичних та торгових документах XIII—XIV ст., а також татарських, турецьких, вірменських, грецьких, венеційських та генуезьких письмових джерелах того часу. У тюркськомовних документах найчастіше згадується назва «Крим», на грецьких документах — «Сургат» і у генуезько-венеційських як «Солхат».
На монетах Криму можна зустріти наступні позначення монетного двору:
- Крим (араб. قريم)
- Крим аль-Джедід-Белед (араб. لجديدللسراىبلد قريم)
- Крим, хай захистить [Аллах] від лихого
- Крим аль-Махруса (араб. المحروسح قريم)
- Белед Крим (араб. اىبلد قريم)

Виготовлення монет в цьому місті можна розділити на 3 періоди:
- 1) Початок регулярного випуску від 1255 року і до середини правління золотоординського Узбек-хана (приблизно 1325—1330 рр.)
- 2) Невелика серія дрібних мідних монет анонімного та анепіграфного карбування.
- 3) Початок карбування за часів правління хана Тохтамиша (з 1380 року). Закінчується карбуванням срібних дирхамів від імені Девлета Берді у 1421 році.

| Перелік монет монетного двору в Солхаті |                                                                               | |
| І-й період (1255—1330) | II-й період (1340—1360)                                                       | III-й період (1380—1437) |
| * Монети Емирів Криму - Монети з ім'ям та титулами хана Берке - Монети з ім'ям хана Менгу-Тимур - Монети анонімні за часів хана Менгу-Тимура - Монети з ім'ям хана Туда-Менгу - Монети анонімні за часів хана Туда-Менгу - Монети з ім'ям хана Тула-Буга - Монети анонімні 1265—1286 рр. - Монети з ім'ям хана Токта - Монети анонімні за часів хана Токта - Монети з ім'ям Узбек-хана - Монети анонімні за часів Узбек-хана | * Іменні та анонімні монети хана Джанібека - Монети анонімні та анепіграфічні | * Монети з ім'ям хана Тохтамиша - Монети анонімні, 1380—1425 рр. - Монети з ім'ям хана Бек-Пулада (1391–1392) - Монети з ім'ям хана Таш-Тимура, (1393–1396) - Монети з ім'ям хана Тимур-Кутлука (1395–1399) - Монети з ім'ям Шадібека (1399—1407) - Монети з ім'ям Дервіш-хана (1416–1419) - Монети з ім'ям хана Бек-Суфі (1420—1422) - Монети з ім'ям Даулат-Берди (1422—1423, 1426–1427) - Монети з ім'ям Улуг-Мухаммеда (1437) - Монети з ім'ям Кічі-Мухаммеда (1428, 1432–1437) - Монети з ім'ям Муртаза-хана (1485—1491) |

### Монетний двір у Кефі
У  1396–1397 роках, а пізніше у 1399 році, генуезька колонія Кефа була поруйнована монголами під керівництвом воєводи Едіґея. Ослаблене місто опинилося під владою монгольських ханів. На початку часів правління хана Шадібека карбувалися срібні данги з позначенням монетного двору Кефа аль-джадід (араб. الجديد لفة). Останні данги золотоординських ханів карбувалися в Кефі за часів Даулат-Берди. В 1422—1423 (825 р.Г.) роках панування генуезців у Кефі відновилося.

### Монетний двір у Керменчику
На південному сході кримського півострова, неподалік від Бахчисараю розташоване село Високе, яке до перейменування у 1944 році мало назву Керменчик. На жаль, район села майже не досліджений археологами, хоча за дописами дослідника О. Л. Бертьє-Делагарда від 1898 року, в найближчій окрузі села знаходилась середньовічна фортеця, а за 17 км від села в Ескі-Кермені розміщений відомий пам'ятник архітектури Храм Трьох Вершників.
У 1365 році (766 р. Г.) карбувалися мідні пули з позначенням місця карбування — Керменчик (араб. خرمنجوق). 1361 року беклярибеком Мамаєм був поставлений емір в Ака-Орді Абдулах. За дослідженнями Є. Ю. Гончарова саме за його правління могла відбутись ця емісія. Хоча дослідник також не виключає варіант, що монетний двір міг також бути розташованим в Ескі-Кермен, або навіть в іншому населеному пункті.

### Монетний двір Азаку
Перша письмова згадка про золотоординське місто Азак (араб. ازق‎), відноситься до 1269 року. У цей час проводиться соціально-економічна політика ханом Золотої Орди — Менгу-Тимуром, пов'язана, з незалежністю від Каракорума і освоєнням нових міст, таких як Азак та інші. Місто Азов (тат. Азак, укр. Гирло) було засноване монголами в нижній течії річки Дону на місці давньогрецького міста Тана. 1313 року у прилеглій до Дону частині Азака Венеція заснувала свою колонію, але незабаром та частина міста перейшла до Ґенуї. В цьому місті закінчувався караванний шлях, яким з Китаю привозили шовкові тканини, які перевантажували на галери і везли до Італії, звідки вже потім розвозили по всій Європі. Азак був великим торговим і ремісничим центром.
Для обслуговування торгівлі наприкінці 90-х років XIII ст. в Азаці запрацював свій монетний двір. З 1290 року срібні дирхами почав карбувати хан Токта. В період 1302—1316 монети в Азаку не карбувалися. 1317 року початок виготовленню монет поклав хан Узбек. Також за часи його правління у 1332 році на монетному дворі Азаку почали карбуватися мідні розмінні монети — пули. Близько 10-х років XV ст. монетне карбування в Азаці припинилося.

### Монетний двір «Джадід»
Точне місце знаходження монетного двору «Джадід» (укр. Новий, араб. جديد) невідоме, але численні знахідки таких монет у скарбах Чорноморського регіону свідчать про місцеве карбування. 1362 року, в результаті заколоту Мамая, Золота Орда розкололася на 2 ворогуючі частини: території поміж Волгою, Доном і Дніпром та Північним Кавказом і Кримом перебували під владою Мамая та його війська. Лівобережжя Волги зі столицею орди Сарай-аль-Джедідом і прилеглими до міста територіями належали ворогуючій стороні. На Волзі поміж сторонами був розмічений кордон, який існував до 1380 року. Мідні пули з позначенням монетного двору Джадід почали карбуватися за часів наставника Мамая, Абдулах-хана у 1364 році. Останні пули карбувалися в період правління хана Тохтамиша. Срібних монет за цей період не карбувалося.

### Монетний двір у Джідібік-Базарі
У 1419 році, після загибелі Чеббер-Берди, його син Даулат-Берди розпочав боротьбу за ханський трон, проте перетнувся із претендентом на трон Улуг-Мухаммедом. 1421 року Давлет змушений був відступити до Кримського улусу розділивши владу з ханом Бек-Суфі. З 1422 він стає повноцінним ханом улусу і карбує монети від свого імені в кочових ставках Урду-Базар та Джідібік-Базар (араб. جيدىبيك بازار). 1423 року, після поразки у сутичці з Барак-ханом, Даулат-Берді втрачає Крим. За часів Барак-хана карбувалися данги у Джідібік-Базарі та на монетних дворах  Хаджи-Тархану та Сараї. 1426 року, скориставшись наступом на володіння Барака тюменського хана Джумадуха, Даулат знову займає престол Кримського улус-юрту. 1427 року, за підтримки литовського князя Вітовта, Крим захоплює Улу-Мухаммед. Монети з його іменем карбуються в Урду-Базарі та Джідібік-базарі.

### Монетний двір у Урда-Базарі
Докладніше Монети Нижньої Наддніпрянщини та Подінців'я
Див. також Монети Криму
Наприкінці 1990-х — на початку 2000-х рр. в низовинах Дніпра (Бузький лиман, Херсонська та Миколаївська області, Україна) на городищі Баликлея (село Варюшине, Веселинівський район) було знайдено найбільший скарб із 245 монет з позначенням місця карбування Урда-Базар (араб. اوردو بازار). В 20-х роках XV ст., після смерті Едигея та під час занепаду Золотої Орди, на Кримських та Наддніпровських землях правили хани — Бек-Суфі (1420—1422), Даулат-Берди (1422—1423, 1426–1427), Улуг-Мухаммед (1437).

## ІІ-й період. Кримське ханство

### Монетні двори у Кирк-Орі та Кефі

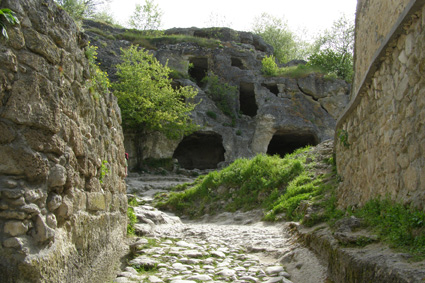
Печери в Чуфут-Кале (Кирк-Ор)

В Кирк-Орі монетний двір не зберігся. За переказами він знаходився поблизу Середніх воріт фортеці Орта-Капу. Перший кримський хан Хаджі I Ґерай переніс свою столицю зі Солхата в місто Кирк-Ор. Разом з переїздом ханського двору в нову резиденцію став функціонувати і новий монетний двір. Відтоді монети з ім'ям Хаджи Ґерая почали карбувати в місті Кирк-Орі. Карбування від імені хана почалося у 1442 (845 рік Гіджри) та у 1464 роках спочатку в Солхаті, у 1455 та у 1466 роках в Кирк-Орі. Відповідно монетний двір в Солхаті не переставав функціонувати і в часи самостійного князівства. Після смерті засновника Кримського ханства, наступне карбування почалося при його старшому сині Нур-Девлеті на монетному дворі у Солхаті.
Після затвердження на кримський престол хана Меглі активно починає функціонувати монетний двір в Кирк-Орі і лише за невеликим винятком, в період правління хана, монети карбуються в Солхаті та Кефі. В період з 1477—1487 (880—890 рр. Г.) роках монети щорічно виготовляються в Кирк-Орі. Не систематично монети карбуються в Кирк-Орі в 892, 894, 895, 896, 897, 898, 909 та 911—913 роках Гіджри. Також відомі срібні акче часів правління хана Великої Орди Муртаза-хана (1485—1491) з позначенням місця карбування Кирк-Ер. Також в період перебування в полоні великоординського хана Махмуда карбувалися акче з його ім'ям.
В період правління хана Мехмеда монети карбувалися на дарахані Солхаті, а в часи ханства Саадета в Кефі. За часи правління ханів Сахіба, Девлета, Мехмеда II та Ісляма II головним місцем виготовлення монет був Кирк-Ор. Починаючи від ханства Інаєта і до останнього кримського хана Шагіна, монети карбувалися в Кірк-Орі. Винятком є одна монета хан Шахіна, викарбувана в рік початку його правління — 1777 рік. Всі монети за часів його правління карбувалися з цією датою.
Право на управління в дарабхані та карбування монет надавалося виключно кримським караїмам. Караїми керували на монетних дворах у Солхаті, Кирк-Орі, Кефі та Кезлеві.

### Монетний двір у Кезлеві

«Дерев'яний» ринок у Євпаторії (Кезлев)

До кінця XVI ст. портове місто Кезлев стало одним з найбагатших міст Кримського ханства. В перші роки свого правління хан Гази II Ґерай відкрив новий дарахан у місті. Після смерті Гази II бл. 50 років місто було резиденцією ханів, а також центром карбування срібної монети. 1644 року ханом Мехмедом IV було повернуто карбування монет до Кирк-ору.

### Монетний двір у  Хаджі-бек Базарі

Хаджи-Базар, акче, Муртаза

У 1481 році, після вбивства під Азаком сибірським ханом Ібакою Ахмат-хана боротьбу за престол Великої Орди почали сини Ахмата — Муртаза, Саїд-Ахмад II та Шейх-Ахмад, але не маючи сильної підтримки змушені були просити притулку в кримського хана Менґлі I. Хан прийняв їх, але як почесних полонених. Невдовзі Саїд-Ахмад повернувся до своїх володінь. 1485 року, дізнавшись що Меґлі-Ґерай розпустив свої основні війська, Саїд-Ахмад рушив на хана з наміром розширити кордони Орди. Звільнивши Муртазу і захопивши Кирк-Ер, а згодом Солхат, брати вирішили повністю захопити Крим та частину Османських володінь. Турки Кефи хитрістю змогли уникнути сутички задіявши флот, війська великоординських ханів змушені були відступити де їх розбили війська Меґлі. Залишки військ, разом з ханами, змушені були відступати до своїх володінь. В період перебування Муртази в Криму карбувалися срібні акче з іменем хана та з позначенням монетного двору Хаджі-Базар (араб. حاج بازاري), на реверсі яких зображувалася тамга Ґераїв.

### Монетний двір у Урда-Базарі
Незадовго до своєї смерті у 1465 році кримський хан Хаджі I Ґерай завдав поразки хану Великої Орди Махмуду, що йшов походом на Литовське князівство та на Москву. Після поразки Махмуд змушений був поступитися Дешт-і-Кипчаком своєму братові Ахмату, а сам втік до Хаджи-Тархану, де і заснував Астраханське ханство.  В цьому ж році Хаджі карбував срібний акче в Урда-Базарі зі своїм іменем. 2008 року на території Черкаської області було знайдено скарб кількістю бл. 600 монет. 248 монет зі скарбу вдалося розпізнати. Роки карбування 1454—1487 рр. переважна кількість яких карбувалася в Кирк-Ері. 2 монети зі скарбу карбувалися в Урду-Базарі. Також поодинокі монети Урду-Базару часів карбування Муртази, знаходили за 20 км від Сімферополя (поселення Джанатай) та у Кам'янець-Подільському (Хмельницька область) з монетами карбованих в Кирк-Ері ханами Муртазою та Меґлі Ґераєм.

## ІІІ-й період. Таврійська губернія

### Таврійський монетний двір

Срібна деньга Шахін Ґерая (1191 рік Хіджри)

Срібні 20 копійок, 1787 року

У 1771 році, після російської окупації півострова, Кримське ханство було позбавлене підримки від Османської імперії. Ханське місце зайняв проросійський посадовець Шахін Ґерай. Розмістивши свою резиденцію в місті Кефі, Шахін побудував на урочищі Ташлик (крим. Taşlı Qıpçaq) неподалік від міста монетний двір. Останній володар Кримського ханства заснував Таврійський монетний двір за європейським стандартом. За 1778 рік зберігся ярлик Шахіна про призначення керівником монетного двору Юсуфа Аг'я. 1779 року Шахін уклав угоду з польським радником Дерингом про постачання обладнання.
У 1786 році Кефу відвідав французький вчений Жильбер Ромм. У своїх записах він зазначив, що мідь для монетного двору обмінювали у османів за сіль із кефенських озер. Останнім еміном та керівником дарабхану Кримського ханства був Бен'ямін Аг'я. На кладовищі Балта-Тіймез збереглася надгробна плита, на якій вибита епітафія на смерть еміна, а також надпис на мармуровій дошці у дворі кенаси в Євпаторії.
Функціонувати монетний двір почав у 1780 році під керуванням караїма Абдул-уль-Хамід-Аґі. З 1780 і до окупації Криму у 1783 році на монетну справу було виділено 92.113 рублів, а ввесь дохід мав складати 17.737 рублів, тобто майже 5.912 рублів на рік. 1783 року російський уряд змусив хана зректися влади і приєднав територію Кримського ханства до Російської імперії. 1783 року, після повного приєднання Кримського ханства до складу Російської імперії, династія кримських ханів припинилася. В новоутвореній Таврійській області Катерина II поставила губернатором російського князя Григорія Потьомкіна. З 1784 року почали виготовляти мідні та дрібні срібні монети Російської імперії зі знаком монетного двору «ТМ». 1787 року карбувалися монети для Таврії номіналами 2, 5, 10 та 20 копійок зі срібла. В квітні 1788 року карбування монет повністю зупинилося.